# Карбо (муниципалитет)
Карбо (исп. Carbó) — муниципалитет в Мексике, штат Сонора, с административным центром в одноимённом посёлке. Численность населения, по данным переписи 2020 года, составила 2438 человек.

## Общие сведения
Название Carbó дано в честь Хосе Гильермо Карбо — командующий ружейными складами, поддержавший свержение губернатора Висенте Марискаля в 1879 году.
Площадь муниципалитета равна 2581,8 км², что составляет 1,4 % от площади штата, а наиболее высоко расположенное поселение Сан-Альфонсо, находится на высоте 830 метров.
Он граничит с другими муниципалитетами Соноры: на севере с Бенхамин-Хиллом и Оподепе, на востоке с Районом, на юге с Сан-Мигель-де-Оркаситасом и Эрмосильо, на западе с Питикито.

## Учреждение и состав
Муниципалитет был образован 15 декабря 1952 года, по данным 2020 года в его состав входит 81 населённый пункт, самые крупные из которых:
| Код INEGI                  | Населённый пункт                                                             | Численность населения (2005 год) | Численность населения (2010 год) | Численность населения (2020 год) |
| -------------------------- | ---------------------------------------------------------------------------- | -------------------------------- | -------------------------------- | -------------------------------- |
| 020                        | Всего                                                                        | 4644                             | 5347                             | 4946                             |
| 0001                       | Карбо (исп. Carbó) 29°41′05″ с. ш. 110°57′16″ з. д. (административный центр) | 4300                             | 4516                             | 4483                             |
| 0210                       | Санхон (исп. Zanjón) 29°35′49″ с. ш. 110°56′15″ з. д.                        | 32                               | 69                               | 105                              |
| 0130                       | Лас-Канорас (исп. Las Canoras) 29°44′25″ с. ш. 110°54′25″ з. д.              | 4                                | 446                              | 41                               |
| 0234                       | Эль-Ретиро (исп. El Retiro) 29°45′23″ с. ш. 110°57′22″ з. д.                 | 2                                | 4                                | 39                               |
| 0040                       | Ла-Поса (исп. La Poza) 29°51′42″ с. ш. 110°57′34″ з. д.                      | 28                               | 56                               | 30                               |
| —                          | Прочие                                                                       | 278                              | 256                              | 248                              |
| Названия на карте Генштаба |                                                                              |                                  |                                  |                                  |

## Экономическая деятельность
По статистическим данным 2000 года, работоспособное население занято по секторам экономики в следующих пропорциях:
- сельское хозяйство, скотоводство и рыбная ловля — 57,2 %;
- промышленность и строительство — 13,1 %;
- торговля, сферы услуг и туризма — 28,4 %;
- безработные — 1,3 %.

## Инфраструктура
По статистическим данным 2020 года, инфраструктура развита следующим образом:
- электрификация: 96,7 %;
- водоснабжение: 90,1 %;
- водоотведение: 97,8 %.